# Abraham Greenthal
Abraham "Abe" Greenthal (9 de enero de 1822 - 17 de noviembre de 1889), conocido como "El General", fue un criminal estadounidense conocido por ser uno de los carteristas más expertos del país. Fue ladrón y perista durante más de cuarenta años y lideró una red nacional de carteristas.  

## Biografía
Greenthal nació en Betsche, Prusia (actual Pszczew, Polonia) en 1822, aunque como muchos inmigrantes judíos polacos de su época, se llamaría a sí mismo alemán.  Emigró a los EE. UU. a temprana edad y pronto entró en una vida delictiva. 
Greenthal tenía su hogar y base de operaciones en el Décimo Distrito de Nueva York. Dirigió la Sheeny Mob, un sindicato de carteristas judíos que operaba en todo el país; "sheeny" era un término despectivo para referirse a un judío poco confiable.  El método principal de la banda consistía en propiciar el hurto empujando a las víctimas en lugares concurridos, especialmente estaciones de tren.  Entre sus socios se encontraban los propios familiares de Greenthal. En el momento de su muerte, The New York Times escribió que "toda la familia Greenthal resultó ser delincuente, las mujeres ladronas de tiendas y los hombres carteristas". También tenía "estrechas relaciones 'comerciales' " con la notoria perista Fredericka Mandelbaum.   Greenthal y su banda estaban entre las muchas figuras del hampa representadas por el abogado defensor William F. Howe.  Fue arrestado muchas veces sin ser condenado, lo que según explicó The New York Times fue resultado del "uso desmedido del dinero y de las peculiares influencias de las que podía hacer uso".
Greenthal y su hermano, Harris, y su yerno, Samuel Casper, fueron condenados en 1877 por robar 1.190 dólares en marzo de 1877 a un granjero llamado William Jenkson que viajaba en tren. Habían seguido a Jenkson desde Albany, donde había "mostrado su nueva riqueza", hasta Rochester, donde la pandilla fingió hacerse amigos de él y ayudarlo con sus maletas mientras Abe robaba la billetera del granjero. Se escaparon de Rochester pero posteriormente fueron arrestados en Syracuse. Abe fue sentenciado a 20 años de trabajos forzados en la prisión estatal de Auburn, Harris fue sentenciado a 18 años y Casper fue sentenciado a 15 años. Sin embargo, Abe Greenthal fue indultado en 1884 por el gobernador Grover Cleveland, basándose en declaraciones de que su salud era mala. 
Greenthal fue arrestado nuevamente en Brooklyn el 30 de diciembre de 1885 por el jefe de detectives de la ciudad de Nueva York, Thomas F. Byrnes, por robarle a un residente de Williamsburg 795 dólares. Greenthal se declaró culpable de hurto mayor en segundo grado y fue sentenciado a cinco años en la prisión de Crow Hill en Brooklyn. Su sentencia comenzó el 23 de marzo de 1886 y fue liberado a finales de 1889. Greenthal murió aproximadamente tres semanas después de su liberación, en la casa de su hija en Harlem, debido a una enfermedad agravada por su estancia en prisión. 
Greenthal fue perfilado por Byrnes en su libro de 1886 Professional Criminals of America, que llamó a Greenthal "uno de los carteristas más expertos de Estados Unidos".  También es el tema de un libro, publicado en 2015 por Edward David Luft: Stop Thief! La verdadera historia de Abraham Greenthal, rey de los carteristas en la ciudad de Nueva York del siglo XIX, según revelan fuentes contemporáneas.